# ایل نینیو
ایل نینیو یک گروه هوی متال است که در سال ۱۹۹۸ در نیوجرسی آمریکا آغاز به کار کرد.

## اعضای گروه

### اعضای کنونی
کریستین ماچادو: بیس (۲۰۰۰–۱۹۹۸)، خواننده اصلی (۲۰۰۰-اکنون)

دیو چواری: درام (۱۹۹۸-اکنون)

دانیل کوتو: پرکاشن (۲۰۰۳-اکنون)

لازارو پینا: بیس (۲۰۰۰-اکنون)

اهرو لاستر: لید گیتار (۲۰۰۳-اکنون)

دیگو وردازکو: ریتم گیتار (۲۰۰۶-اکنون)

### اعضای پیشین
خورخه روسادو: خواننده (۲۰۰۰–۱۹۹۸)

مارک ریزو: لید گیتار (۲۰۰۳–۱۹۹۸)

جاردل مارتینز پیسنت: ریتم گیتار (۱۹۹۹–۲۰۰۶)

راجر واسکوئز: پرکاشن (۲۰۰۰–۲۰۰۳)